# Liste der Biografien/Moly
Liste der Biografien |
Portal Biografien |
Personensuche
# |
A |
B |
C |
D |
E |
F |
G |
H |
I |
J |
K |
L |
M |
N |
O |
P |
Q |
R |
S |
T |
U |
V |
W |
X |
Y |
Z |
?
 
Ma |
Mb |
Mc |
Md |
Me |
Mf |
Mg |
Mh |
Mi |
Mj |
Mk |
Ml |
Mm |
Mn |
Mo |
Mp |
Mq |
Mr |
Ms |
Mt |
Mu |
Mv |
Mw |
Mx |
My |
Mz
 
Moa |
Mob |
Moc |
Mod |
Moe |
Mof |
Mog |
Moh |
Moi |
Moj |
Mok |
Mol |
Mom |
Mon |
Moo |
Mop |
Moq |
Mor |
Mos |
Mot |
Mou |
Mov |
Mow |
Mox |
Moy |
Moz
 
Mola |
Molb |
Molc |
Mold |
Mole |
Molf |
Molg |
Molh |
Moli |
Molj |
Molk |
Moll |
Molm |
Moln |
Molo |
Mols |
Molt |
Molu |
Molv |
Molw |
Moly |
Molz
Die Liste der Biografien führt alle Personen auf, die in der deutschsprachigen Wikipedia einen Artikel haben. Dieses ist eine Teilliste mit 15 Einträgen von Personen, deren Namen mit den Buchstaben „Moly“ beginnt.

## Moly

### Molyb
- Molyboha, Oleh (1953–2022), sowjetischer Volleyballspieler

### Molyn
- Molyneaux, James, Baron Molyneaux of Killead (1920–2015), britischer Politiker (UUP)
- Molyneux, Billy (* 1944), englischer Fußballtorhüter
- Molyneux, Dave (* 1963), britischer Motorradrennfahrer und -konstrukteur
- Molyneux, Edward (1891–1974), französischer Modedesigner
- Molyneux, Emery († 1598), britischer Kartograph
- Molyneux, John (1931–2018), englischer Fußballspieler
- Molyneux, Maria, Countess of Sefton (1769–1851), britische Adlige
- Molyneux, Maud (1948–2008), französische Schauspielerin, Kolumnistin und Kostümbildnerin
- Molyneux, Peter (* 1959), britischer SpieleentwicklerPeter Molyneux (* 1959)

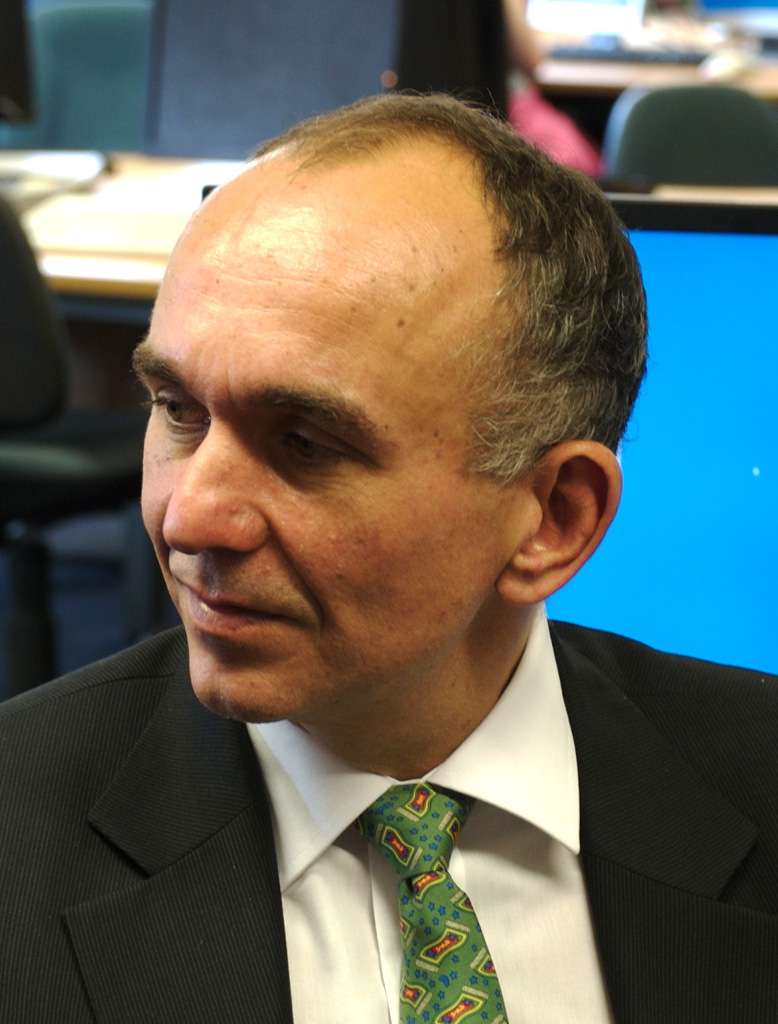
Peter Molyneux (* 1959)

- Molyneux, Samuel (1689–1728), britischer Politiker und Astronom
- Molyneux, Stefan (* 1966), kanadischer Blogger, Essayist, Autor und Moderator
- Molyneux, William (1656–1698), irischer Philosoph und Politiker

### Molyv
- Molyvann, Vann (1926–2017), kambodschanischer Architekt
- Molyviatis, Petros (1928–2025), griechischer Politiker